# Gloria (Hawk Nelson)
Gloria EP è il primo album di Natale degli Hawk Nelson, pubblicato il 21 novembre 2006.

## Tracce
1. Alleluia – 3:05
2. Gloria – 3:04
3. I Heard The Bells On Christmas Day – 3:10

## Formazione
- Jason Dunn - voce
- Daniel Biro - basso e cori
- Jonathan Steingard - chitarra e cori
- Aaron Tosti - batteria